# Гомеоморфізм графів
Гомеоморфізм графів — відношення еквівалентності на множині графів. Два графи називаються гомеоморфними, якщо кожен з них може бути одержаний розбиттям деякого графу. Еквівалентно два графу G і G' є гомеоморфними, якщо існують розбиття графу G і розбиття графу G', що є ізоморфними між собою.

## Розбиття
Розбиттям графу називається граф, що отримується послідовним застосуванням розбиття ребер до даного графу. При розбитті ребро e з вершинами {u, v} перетворюється на граф, що містить нову вершину w і два ребра {u, w} і {w, v}.
Наприклад ребро:
|  |

переходить в граф:
|  |

Послідовне застосування такого процесу еквівалентне заміні деяких ребер графу певними простими шляхами.

## Приклад
Графи зображені на рисунках гомеоморфні:

Граф H
Граф G

Справді кожен з них може бути розбитий до наступного графу:
G', H' 